# International Trauma Life Support
International Trauma Life Support je neprofitna organizacija namenjena izobraževanju pri ukrepanju ob trauma situacijah v predbolnišničnem okolju. International Trauma Life Support je bila ustanovljena 1982 pod imenom Basic Trauma Life Support. Organizacija se je leta 2005 preimenovala v International Trauma Life skladno z njihovim mednarodnim standardom . Njihov program usposabljanja uporabljajo reševalne službe ZDA in po svetu.